# Ulica Elektryczna w Warszawie
Ulica Elektryczna – lica w dzielnicy Śródmieście w Warszawie.

## Historia
Ulica została wytyczona w 1892 roku. Biegła pierwotnie od ulicy Wybrzeże Kościuszkowskie do ulicy Leszczyńskiej. W latach 1902–1905 została skrócona do linii ulicy Drewnianej, w związku z budową Elektrowni Warszawskiej. Zabudowania elektrowni wypełniły całą parzystą stronę ulicy. W roku 1923 do zakładu doprowadzono z Dworca Kowelskiego bocznicę kolejową wzdłuż ul. Wybrzeże Kościuszkowskie; po przyłączeniu kolejnych terenów wzdłuż ul.Dobrej wzniesiono nowe obiekty.
W 1938 rozpoczęto budowę kościoła Zmartwychwstania Pańskiego (obecnie kościoła św. Teresy od Dzieciątka Jezus) według projektu Konstantego Sylwina Jakimowicza, przypisanego do numeracji ul. Tamka.
W roku 1939 i 1944 budynki elektrowni zostały ostrzelane i zbombardowane; w okresie powojennym zabudowania odbudowano, przyłączając do elektrowni nowe tereny wzdłuż ul. Dobrej; za jej ogrodzeniem przepadły niegdysiejsze odcinki ulic Drewnianej, Leszczyńskiej i Radnej. Do roku 1974 przetrwała bocznica kolejowa, wykorzystana także podczas odbudowy mostów Poniatowskiego i średnicowego.
Po roku 1996 wraz z budową mostu Świętokrzyskiego i przedłużeniu ul. Zajęczej wyburzono kilka budynków.